# Søtorvet
Søtorvet är en plats vid Søerne i centrala Köpenhamn. Søtorvet ligger där Frederiksborggade slutar och Dronning Louises bro som leder över søerne börjar. Platsen kantas av fyra kulturhistoriskt värdefulla bostadsfastigheter uppförda 1873–1876 uppförda av Ferdinand Vilhelm Jensen och Vilhelm Petersen under Ferdinand Meldahls ledning. Bland de första hyresgästerna fanns skådespelerskan Johanne Luise Heiberg. Meldahl uppges ha varit mycket besviken på att bebyggelsen på andra sidan, Nørrebrosidan, av bron aldrig fick samma pampiga utförande.

## Bilder

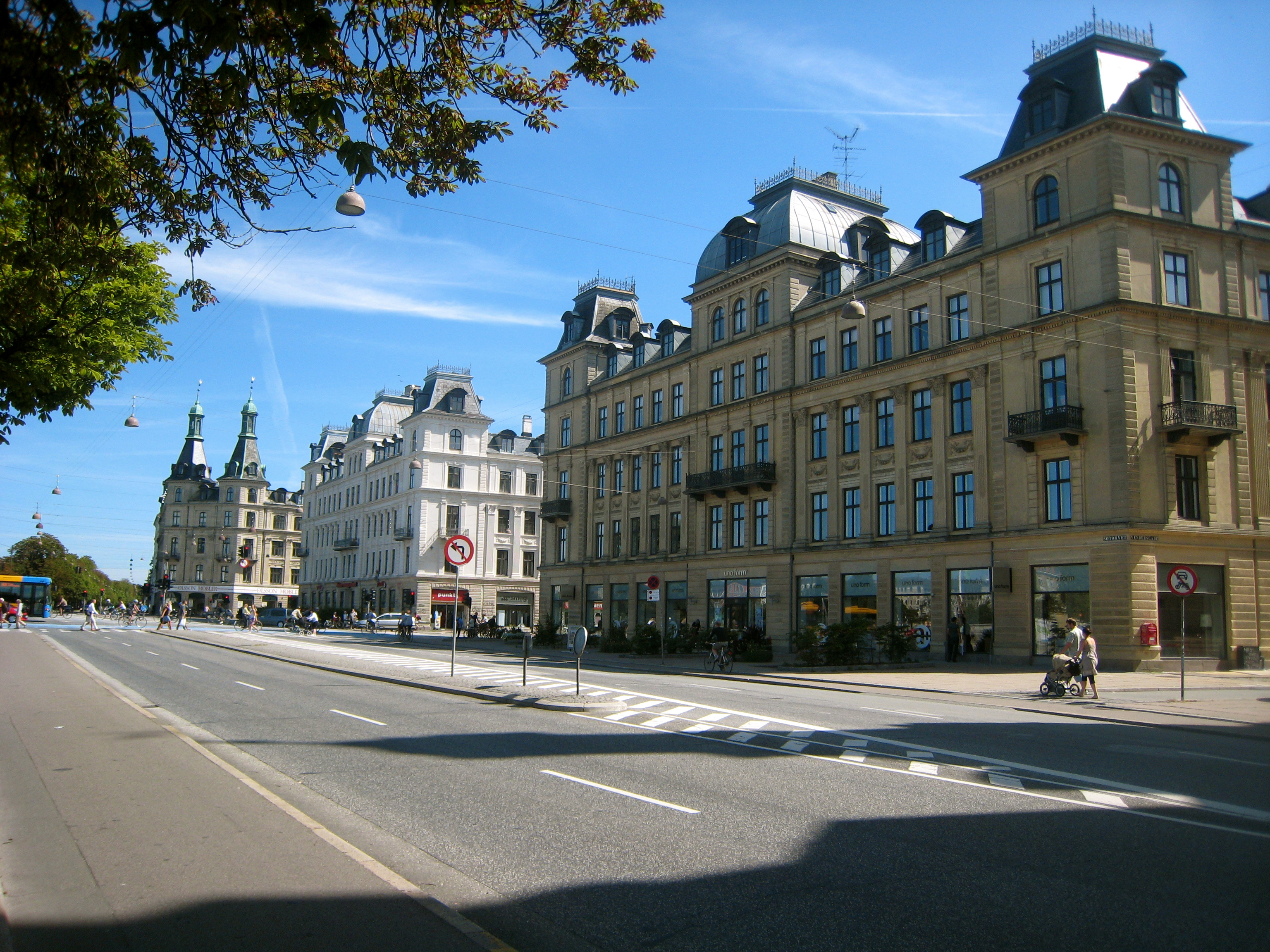
Søtorvet 2009 sett från söder.
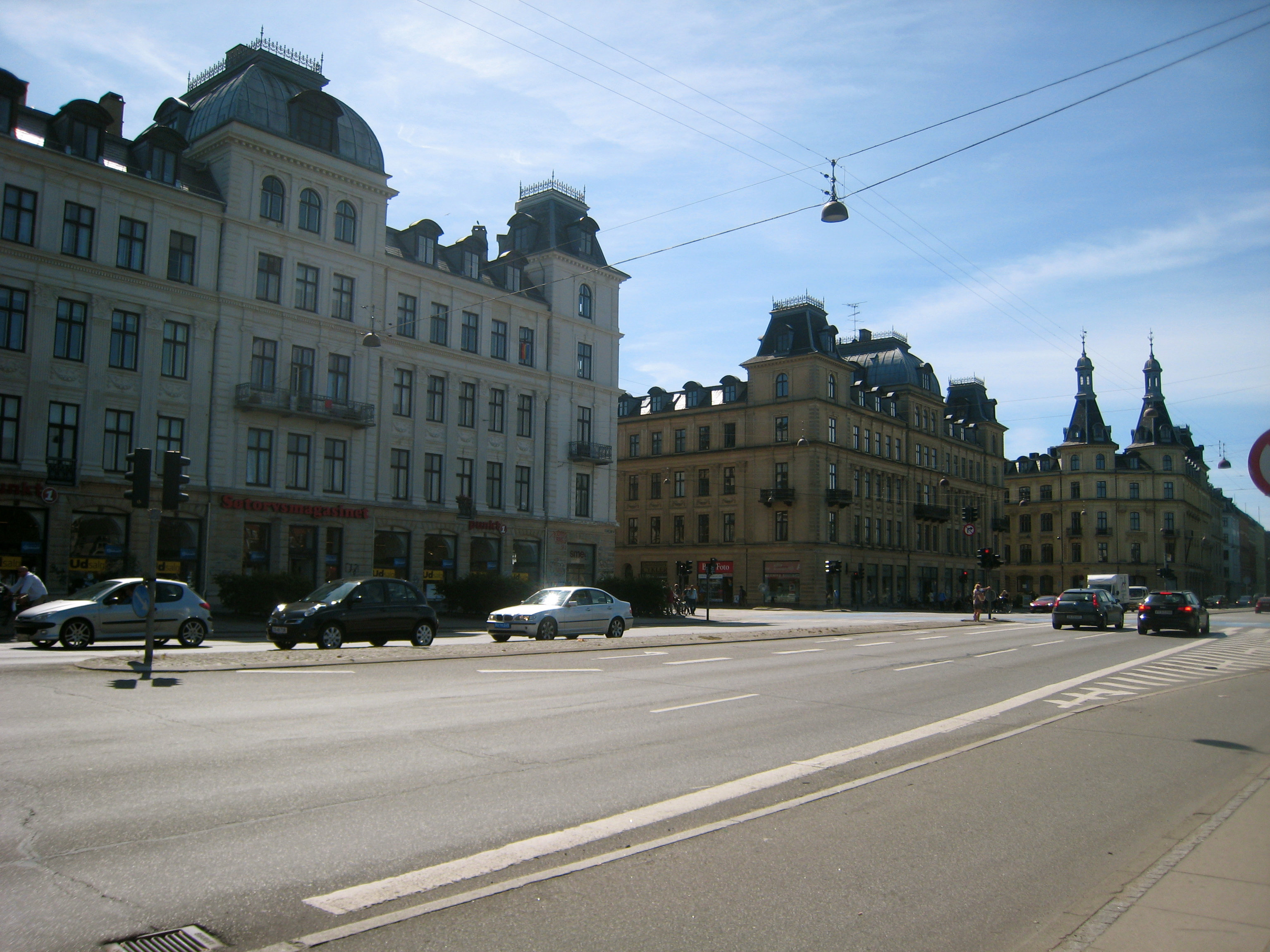
Søtorvet 2009 sett från norr.
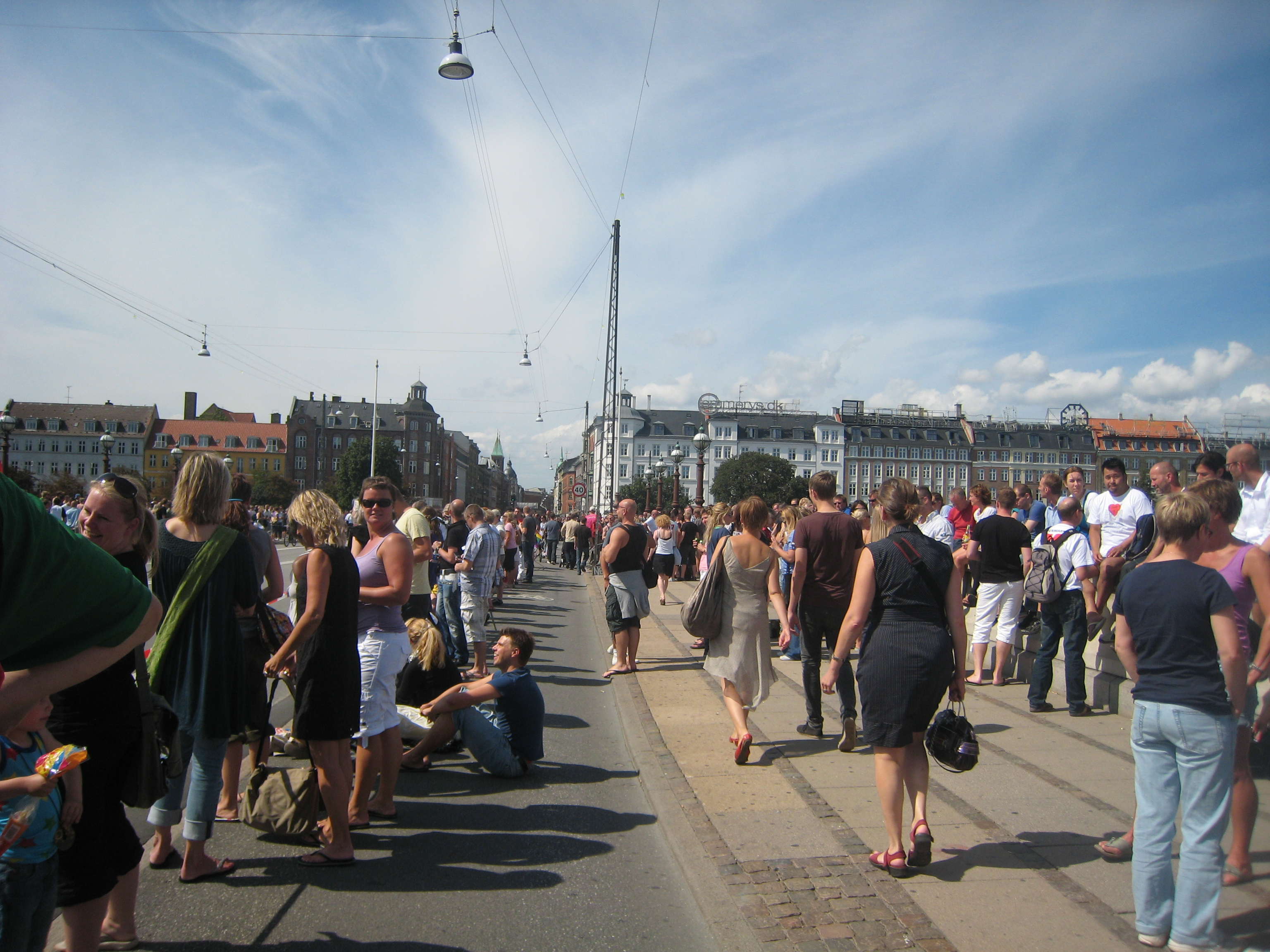
Motsatta sidan av bron fick inte samma storslagna bebyggelse.